# Omar Elvir
Omar Josué Elvir Casco (ur. 28 września 1989 w Tegucigalpie) – honduraski piłkarz występujący na pozycji lewego obrońcy, reprezentant Hondurasu, od 2022 roku zawodnik Olancho.